# 南教堂 (阿姆斯特丹)

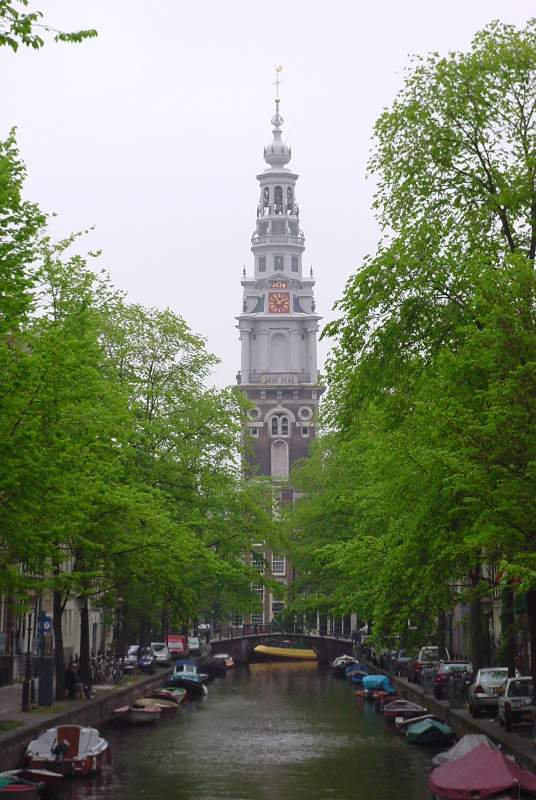
与莫奈的绘画同一角度看南教堂

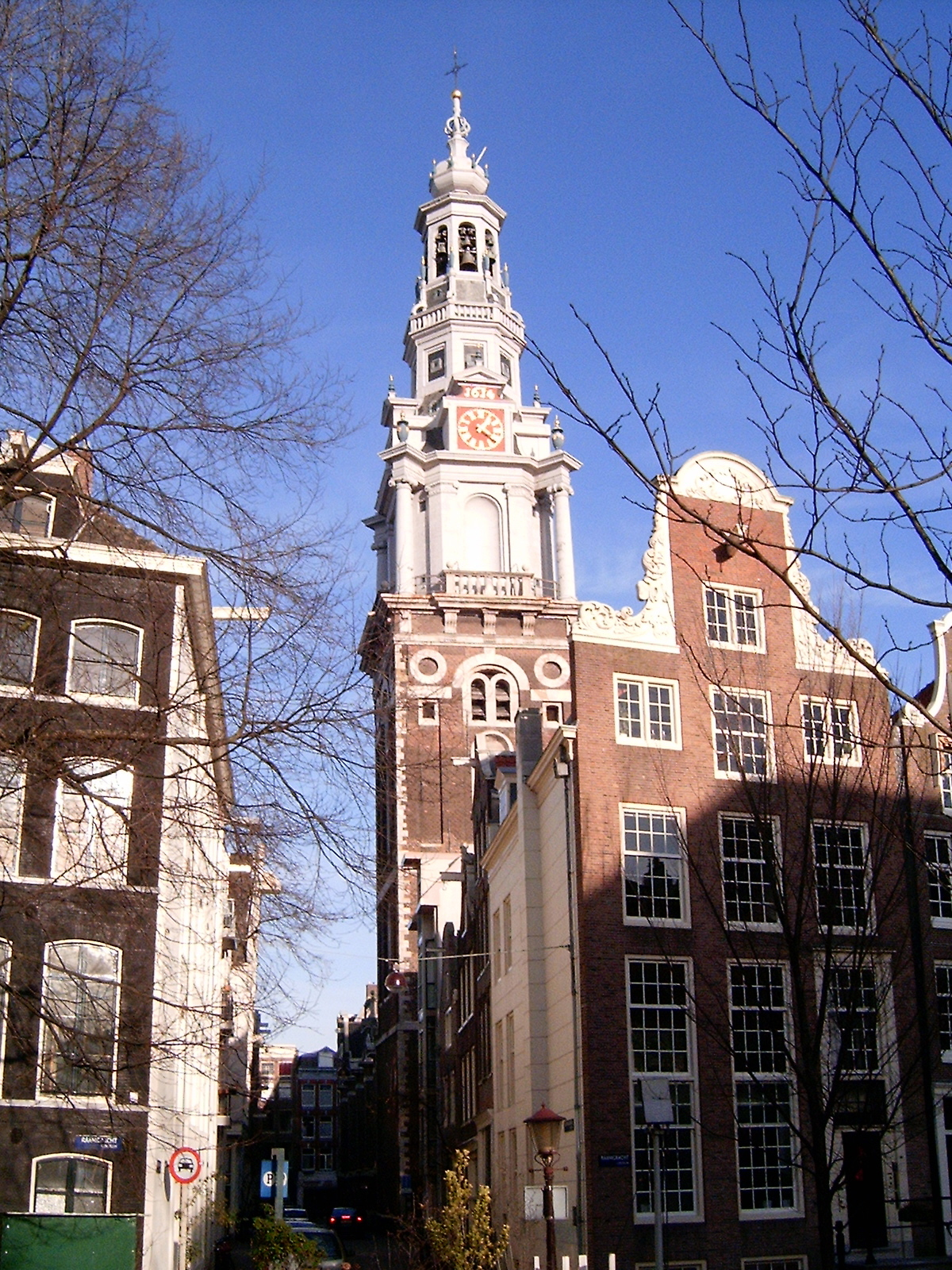
南教堂

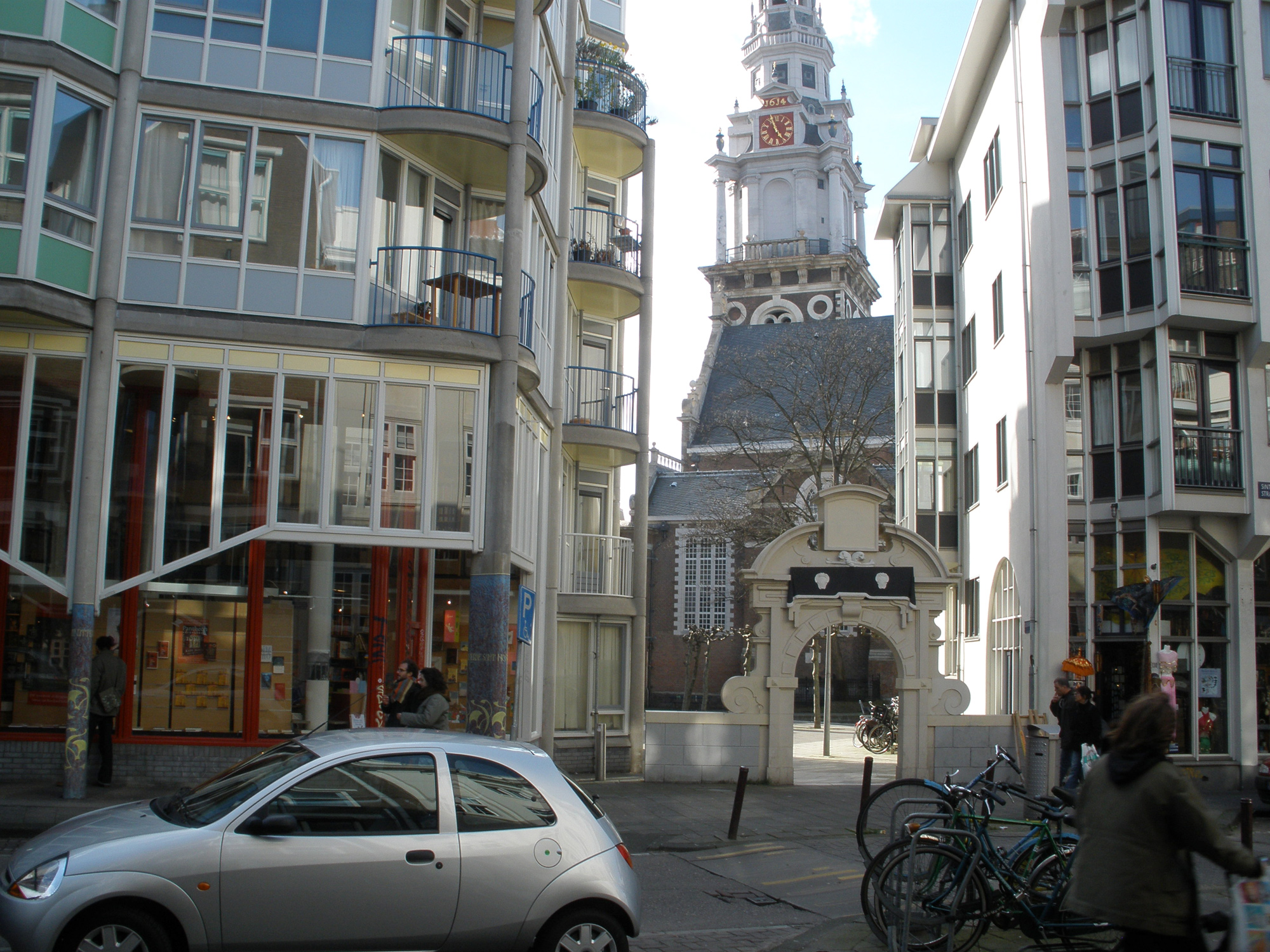
南教堂和周围的“南部墓地”广场

南教堂（Zuiderkerk）是位于荷兰阿姆斯特丹新市场地区的一座17世纪新教教堂。这座教堂在伦勃朗的一生中扮演重要角色，还是莫奈绘画的主题。

## 历史
南教堂是该市第一座专门为新教仪式兴建的教堂，建于1603-1611年，坐落在圣安东尼街附近的南部墓地广场。其独特的钟楼，控制着周围环境，直到1614年才完成，大钟安装于1656年。
这座教堂的设计风格为文艺复兴式，建筑师亨德里克凯泽在1621年也埋在了教堂，到1921年在墓顶放置了纪念碑。凯泽将这座教堂设计为仿巴西利卡，有中殿和两侧较低的走道，6个隔间长，有托斯卡纳圆柱，木制桶形穹窿和老虎窗，矩形窗户上的花窗玻璃在17世纪被透明玻璃取代。富丽精美的钟楼用方石块修筑，顶上是一个覆盖铅的木制尖顶。
法国印象派画家莫奈在访问荷兰期间描绘了这座教堂。构图集中在教堂的尖顶，前景是Groenburgwal运河。建筑物在水面的倒影用黄色笔触表示，没有描绘其细节。这幅画现在挂在费城艺术博物馆。  
伦勃朗的三个孩子安葬在南教堂，非常靠近犹太人街的伦勃朗故居博物馆。费迪南德波尔是伦勃朗最有名的学生之一，1680年安葬在南教堂。根据当地传说，伦勃朗是在南教堂画《夜巡》，因为他自己的画室太小。然而，这个故事非常有争议，很有可能是不真实的。
南教堂用于教会仪式，直至1929年。第二次世界大战的最后一个冬天（1944-1945年），由于缺乏食物，在荷兰称为“饥饿的冬天”，由于死人的速度超过了埋葬的速度，这座教堂被用作临时陈尸所。1970年教堂由于濒临坍塌而关闭，1976-1979年进行了修复，自1988年以来用作城市信息中心，有经常变化的展览，以及长期展览。
2006年6月以来，教会还设有“名人墙” ，尊敬为社会作出了积极贡献的荷兰名人，包括阿姆斯特丹市长约伯科恩，4次奥运会游泳冠军英厄·德布勒因和传奇性的足球运动员约翰·克鲁伊夫 。

## 开放时间
周一至周六教堂对游客开放。钟楼是眺望周围景色的绝佳地点，在夏季星期二到星期日对游客开放。钟乐表演在周日下午4:00和5:00 。